# フォーマルハウト
フォーマルハウト Fomalhaut、または みなみのうお座α星 (α PsA) は、みなみのうお座にある恒星で、全天に21ある1等星の1つである。

## 概要
秋に北半球で夜空を眺めると、空高くに夏の星座の名残として、夏の大三角を構成するベガ、デネブ、アルタイルの3つの1等星があるものの、南の空低くには明るい星が少なく、フォーマルハウトだけがポツンと光っているようにも見える。日本より緯度が高い北欧では、フォーマルハウトが南の地平線低く見えるため、日本におけるカノープスのように、南国への憧れを誘う星とされている。

## 特徴
地球からは、比較的近距離にある恒星である。位置天文衛星ヒッパルコス衛星の観測によると約25光年離れた位置にある、安定したA型主系列星である。1943年からこの恒星のスペクトルは、他の恒星を分類するための安定したアンカーポイントとして利用されてきた。フォーマルハウトにはベガなどのように赤外超過が確認されており、周辺に塵円盤の存在が確認されている。フォーマルハウトは、K型主系列星のB星（みなみのうお座TW星）と赤色矮星のC星 (LP 876-10) の2つの伴星を持っている。
2008年11月、科学誌サイエンスに、ハッブル宇宙望遠鏡による観測結果から、太陽系外惑星フォーマルハウトbを発見したとの論文が発表され、可視光によって直接発見された史上初の太陽系外惑星とされた。しかし、赤外線での追観測で惑星らしき姿が確認されず、惑星と思われた光点は小惑星や彗星など小天体同士の衝突で発生した「塵の雲」とする説も提唱されるなど、この惑星に対して懐疑的な見解もあった。2020年には、2004年から2014年にかけてのハッブル望遠鏡の観測結果から、小天体同士の衝突・破壊でできた塵の雲が偶然観測されたとして、懐疑的な見解を支持する研究結果も発表され、「可視光で直接撮像された系外惑星」ではなかったとする見方が強まっている。

## 名称
学名は α Piscis Austrini （アルファ・ピスキス・アウストリーニー、略称は α PsA ）。これは “南の(austrinus) 魚 (piscis) 〔＝みなみのうお座〕の α 星” という意味で、バイエル符号に基づく命名である。フラムスティード番号では、「みなみのうお座24番星」。
現在では みなみのうお座に属する星とされているが、数理天文学の基礎をつくったギリシャのプトレマイオスの『アルマゲスト』（２世紀）の恒星表では、みずがめ座第42星と みなみのうお座第１星として、二重登録されている。『アルマゲスト』の伝統はアラビアからヨーロッパに受け継がれ、この星の二重登録は長い間続いた。17世紀初めにバイアーが『ウラノメトリア』でこの星を みずがめ座から外して みなみのうお座だけに所属させたが、その後もなお、例えばフラムスティードの恒星表（1725年）では みずがめ座第79星と みなみのうお座第24星として二重登録している。
「フォーマルハウト」という名前は、この星のアラビアでの呼び名「ファム・アル=フート・アル=ジャヌービー」 فم الحوت الجنوبي DMG: fam al-ḥūt al-ǧanūbī / ALA-LC: fam al-ḥūt al-janūbī に由来する。これは “南の（ǧanūbī）魚（ḥūt）の口（fam）” という意味である
2014年7月に国際天文学連合は、特定の太陽系外惑星とその主星に付与される固有名の一般公募を開始し、フォーマルハウト星系も対象とされた。2015年12月15日、国際天文学連合は、Fomalhautをみなみのうお座α星Aの固有名として正式に承認し、フォーマルハウトbの固有名を「Dagon」とすることが決定された。Dagonという名称はアメリカ合衆国のセントクラウドにあるセントクラウド大学プラネタリウムから提案されたもので、名称の由来となったダゴンは、ウガリット神話に登場する、半人半魚の姿で描かれる神である。
なお、B星は「みなみのうお座TW星」、C星は「LP 876-10」と呼ばれることもある。

### さまざまな文明圏での名称
- ギリシャでは、プトレマイオスの『アルマゲスト』の恒星表に「水の最も端で、南の魚の口にある〔星〕」[注 10]（みずがめ座第42星）、「〔南の魚の〕口にあって、水の始めと同じ〔星〕」[注 11]（みなみのうお座第１星）と述べられていて、固有名としては挙げられていないが、この記述が後の「フォーマルハウト」という名前の元になった。ただし、この星が南の魚の口にあるという見方はそれ以前からあり、プトレマイオスが多くを負っているヒッパルコス（紀元前２世紀）の著作にもすでに出てきている[注 12]。

- ペルシャでは、サーサーン朝時代の『ブンダヒシュン』Bundahišn（8-9世紀頃）に中世（中期）ペルシャ語で「サドウェース」Sadwēs という名の星が出てきていて、これがフォーマルハウトかもしれないと、疑問符付きで推定されている[33]。

- アラビアでは、（プトレマイオスではこの星の位置を表す表現であった）「南の魚の口」が固有名として使われるようになり、天文学者の間では「ファム・アル=フート・アル=ジャヌービー」という呼び名が定着した。

ギリシャ系ではない、アラビア固有の伝承では、この星には「アッ=ディフディア・アル=アウワル」الضفدع الأوّل  aḍ-ḍifdiʿ al-awwal /  al-ḍifdiʿ al-awwal （“第１の蛙”）あるいは「アッ=ディフディア・アル=ムカッダム」الضفدع المقدّم  aḍ-ḍifdiʿ al-muqaddam / al-ḍifdiʿ al-muqaddam （“前の蛙”）という呼び名があった。なお、“第２の蛙”（“後ろの蛙”）はくじら座 β 星である。
また、「アッ=ザリーム」 الظليم aẓ-ẓalīm / al-ẓalīm  （“駝鳥〔ダチョウ〕”）とも呼ばれた。「アッ=ザリーム」と呼ばれた星がもう一つあり、両者を合わせて「アッ=ザリーマーン」 الظليمان aẓ-ẓalīmān / al-ẓalīmān  （ “2羽の駝鳥” あるいは “２つの駝鳥星” ）と言われた。
- ヨーロッパでは、アラビアの「ファム・アル=フート・アル=ジャヌービー」という名前が、13世紀頃から、『トレド表』[注 16]Tabulae Toletanae（11世紀）のラテン語訳などに、さまざまな綴りで現れている[39][注 17]。広く知られた『アルフォンソ表』Tabulae Alfonsinae（13世紀）の15-16世紀の刊本では fomahant （フォマハント）という綴りになっている[注 18]。現在の Fomalhaut という綴りは、ヨセフス・スカリゲルが1600年頃に Fumalhaut という綴りを推奨し、それをバイアーが『ウラノメトリア』（1603年）で引き継ぎ、そこから後に Fomalhaut と誤記されて生じたもののようである[40][注 19]。しかし、その後もさまざまな綴りの表記があった[41][注 20]

また、「ファム・アル=フート・アル=ジャヌービー」をラテン語に翻訳した「オース・ピスキス・メリーディアーニー」ōs piscis merīdiānī  や、短縮した「オース・ピスキス」もあり、『トレド表』のラテン語訳ですでに出てきている。
コペルニクスの『天球回転論」(1543年）の恒星表では、固有名は挙げられていない。ケプラーの『ルードルフ表』(1627年）の恒星表（テュコ・ブラーエに基づく）では、アラビア名に由来する Fomahant（フォマハント）が挙げられている。
- 中国では、「北落師門」(běi luò shī mén) あるいは「北落」と呼ばれる[43]。「北落」は「北の垣根」、「師門」は「軍隊の門」の意味である[注 25]。「北」というのは、北落師門が属する二十八宿の室宿が、北方七宿の1つだからである[44][注 26]。長安城の北門は、これにちなんで「北落門」と呼ばれた[45]。

- オーストラリア南部に居住していた先住民族、アボリジニの間ではBuunjillと呼ばれていた[46]。一方、オーストラリア北部のノーザンテリトリーに居住していたWardaman peopleの間では、「白いオウム」を意味するMenggenと呼ばれていた。

### 日本における名称
日本では、フォーマルハウトについて以下の名称が伝えられている。
- アキボシ（岩手県九戸郡洋野町）[47][48]
- フナボシ（静岡県焼津市）[49][48]
- ヒトツボッサン（静岡県裾野市（旧・駿東郡小泉村佐野））[50][51]
- ヤバタホシ（京都府京丹後市丹後町間人（旧・竹野郡間人町））[52]

俗に「古くから「南の一つ星」と呼ばれる」とする説が紹介されるが、これは野尻抱影によって仮に付けられた名称であり、日本古来のものではない。野尻は著書『日本星名辞典』の中で、
和名もあるはずと思うが耳にしたことがない。それで、北極星の＜北のひとつぼし＞から思いついて、仮りに＜南のひとつぼし＞と名づけておいた。
戦後になって、鎌倉極楽寺の中里宇一郎氏から

　　みなみのひとつぼし  腰越

を報ぜられて、とうとう巡り逢えたと思った。
　しかし、漁夫は、「北にも＜北のひとつ星＞というのがある。南の星はめったに見えないが、これが見えると風が吹く」といった。それで位置を尋ねると、南を指さして、「海から二間ぐらいの所ですよ」と答えた。それで、氏は＜メラぼし＞と判断したという。
と、「みなみのひとつぼし」はフォーマルハウトに対して自分が仮に付けた名称であったことと、カノープスに付けられた名称として報告があったことを紹介している。

## A星

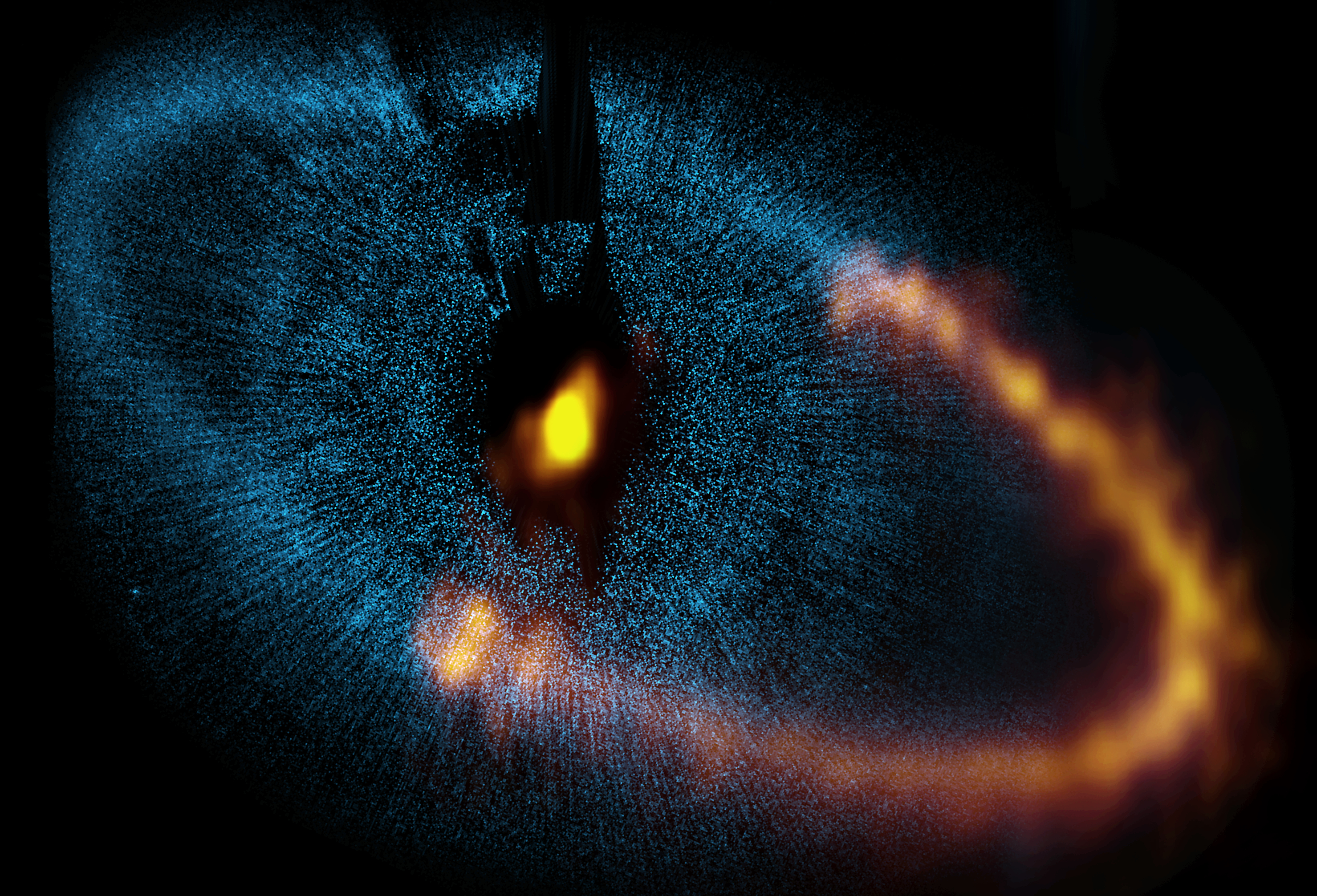
アルマ望遠鏡で撮影された、A星を取り巻く塵円盤。

### 観測
フォーマルハウトは天の赤道よりも南側の赤緯-29.4°に位置している。これはシリウスよりも南寄りで、アンタレスとほぼ同等である。そのため南半球で観測しやすいが、みなみじゅうじ座α星やケンタウルス座α星、カノープスなどに比べると赤緯は北寄りであり、北半球の大部分でも観測が可能である。北緯40度付近の地点では、地平線から約20度高い位置で、約8時間に渡って観測できる。イギリスでは、フォーマルハウトは地平線に非常に近いため、視等級が2.2等よりも明るくなることはない。アラスカや北欧では、地平線より上に昇ることはない。フォーマルハウトから北へ延長線を引くと、ペガススの大四辺形の右側の辺に到達する。

### 特性
フォーマルハウトは若い恒星で、年齢は1億年から3億年であるとされていた。しかし2012年の研究では、フォーマルハウトの年齢は4億4000万 ± 4000万年とされた。表面温度は約8,590K（約8,320℃）で、質量は太陽の約1.92倍、半径は太陽の約1.84倍、光度は約16.6倍である。
フォーマルハウトは、金属量が太陽と比べてわずかに少ない。1997年の分光観測では、鉄の含有量は、太陽の約93%とされた。以前より連星であるという主張のあったB星と同じ金属量を持つとする研究では、金属量は太陽の約78%と推定された。2004年に、恒星の進化モデルと照らし合わせたところ、金属量は太陽の79%と見積もられた。最終的に2008年には、金属量はさらに少ない、太陽の約46%まで落ち込んだ。
フォーマルハウトは、カストル運動星団(Castor Moving Group)に属する16個の恒星の一つとされている。この運動星団には他に、カストルやベガが属しており、この運動星団に属する恒星の年齢は2 ± 1億年と推定され、同じ場所で生まれたものと考えられる。しかし、近年の研究では、カストル運動星団に属する恒星は、年齢に広いバラつきがあるだけでなく、太古の昔に互いに関係があったとするには運動速度の違いが大きすぎるとしている。それ故、この運動星団に「属すること」は、フォーマルハウト星系の年齢とは何の関係もない。

### 惑星系と塵円盤

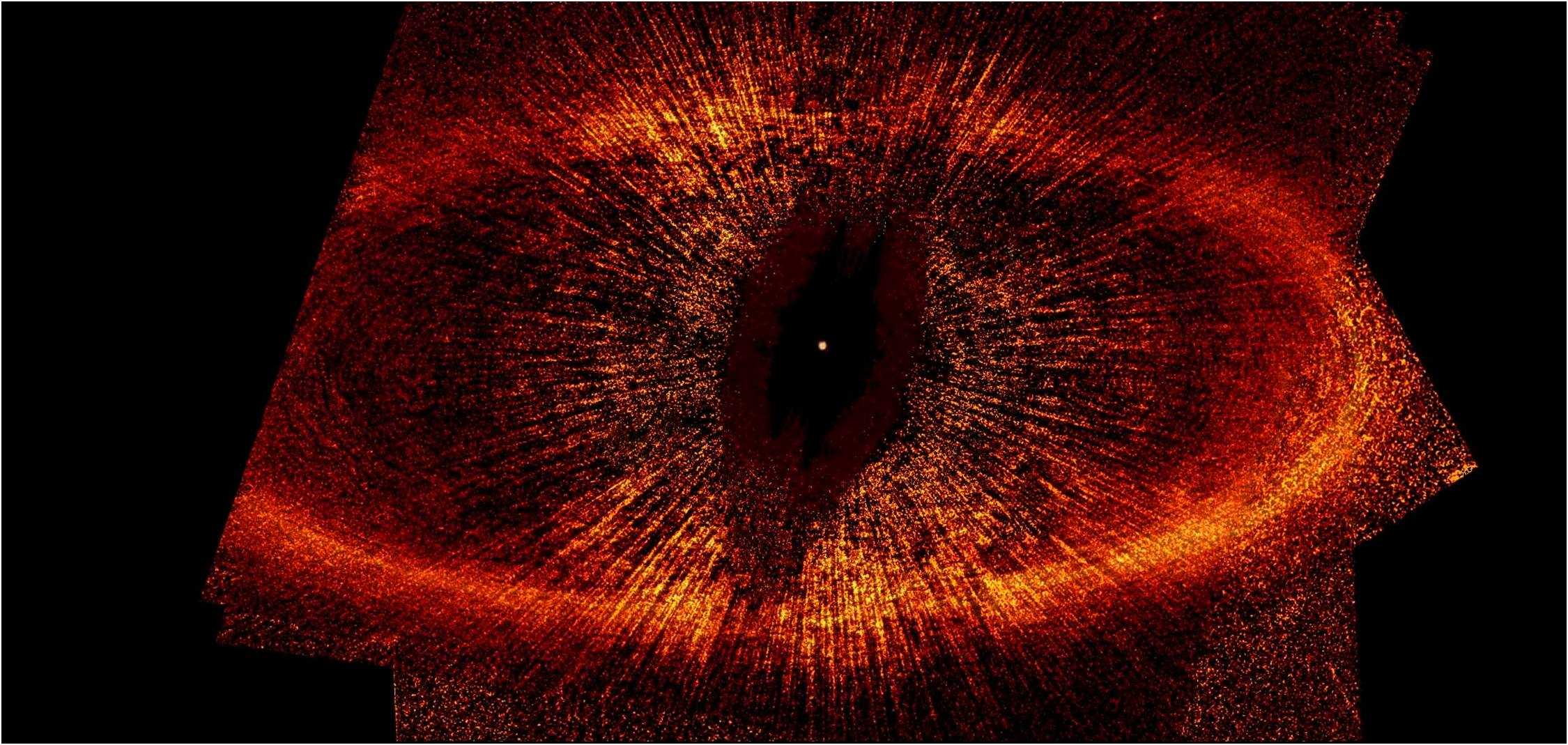
フォーマルハウトAの周りの塵円盤

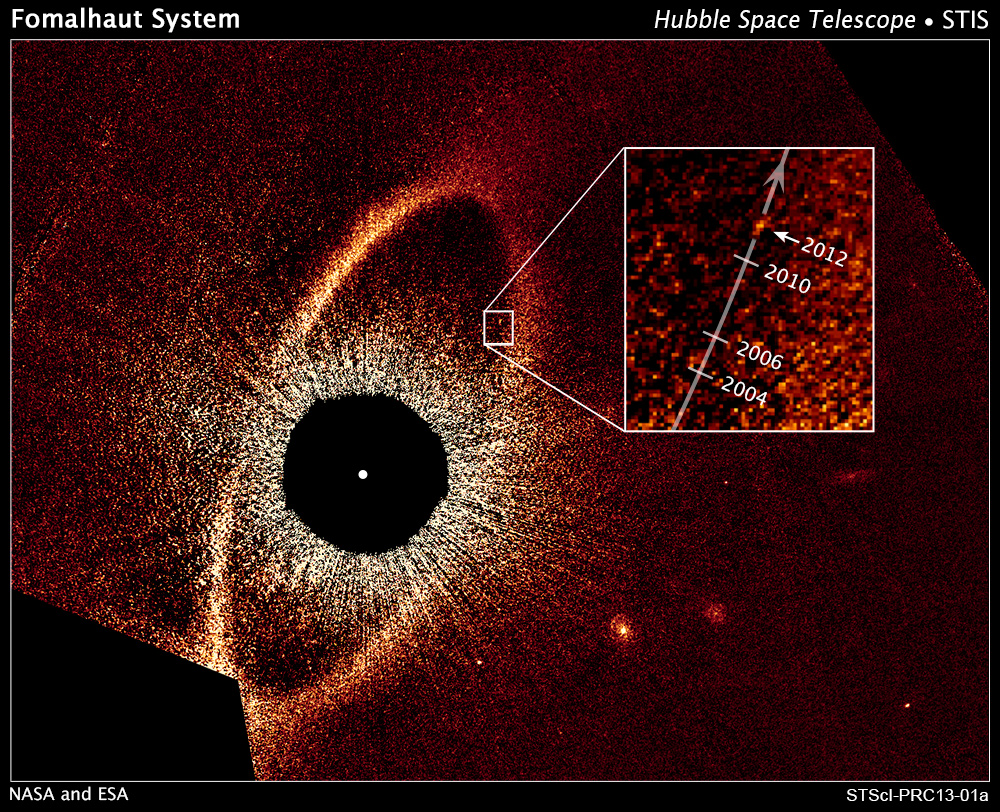
塵円盤におけるフォーマルハウトbの位置と画像。ハッブル宇宙望遠鏡より、2013年1月8日撮影。
(提供: NASA)

フォーマルハウトはいくつかの塵の円盤に囲まれている。
最も内側の塵円盤は、フォーマルハウトから0.1auの距離にあり、大きさ10-300nmの、炭素から構成された小さな粒子から成る。次に外側にある塵円盤は0.4-1auの距離に広がっており、比較的、大きな粒子から出来ている。
最も外側の塵円盤はフォーマルハウトから約133auの距離に広がっている。この塵円盤はドーナツ状になっており、地球からの軌道傾斜角は約24度である。塵円盤は約25auに渡って広がっている。この塵円盤の中心は、フォーマルハウトから約15au(約20億km)離れた位置にある。この塵円盤は、「フォーマルハウトのカイパーベルト」と表現されることがある。この塵円盤は原始惑星系円盤が残ったものとされている。この円盤は、相当量の赤外線を放射している。その後、2012年のアルマ望遠鏡の観測により、塵の円盤の詳細な画像が得られ、塵の円盤の幅は16au、厚さは2.3auであることが分かり、これまでよりも細くて薄い環であることが分かった。また、塵の環のコンピューターシミュレーションにより、環のすぐ内側と外側に、火星質量より大きく、地球質量の3倍以下の地球型惑星が「羊飼い惑星」として重力的に環をまとめていると想定された。

### フォーマルハウトb
さらにこの塵円盤の分布の解析から、1998年には惑星の存在が推測され、フォーマルハウトbと仮称された。そして2008年11月13日、ハッブル宇宙望遠鏡によって2004年及び2006年に撮影された画像を比較・分析した結果、実際に外側の塵円盤の中を公転している太陽系外惑星フォーマルハウトbを発見したとする研究結果が発表された。これにより、フォーマルハウトbは「可視光による太陽系外惑星の直接観測としては史上初めての惑星」であるとされた。なお、先述のとおり、塵の円盤の中心はフォーマルハウトから外れたところにあるが、これはフォーマルハウトbがやや楕円になった軌道で公転しているためと考えられている。フォーマルハウトbの質量は海王星質量以上、木星の3倍以下である。半径110au（170億km）の軌道を870年かけて公転しているとみられている。また、惑星の光度がフォーマルハウトからの距離の割りに明るい為、土星のような環によって増光している可能性も指摘された。また、塵円盤の構造上、さらに別の未発見の惑星が存在する可能性も残されている。
2013年1月には、ハッブル宇宙望遠鏡が撮影したデブリ円盤の写真から、氷や塵、岩などからなるデブリの存在するエリアがこれまで考えられてきたよりも広く、恒星から220億～320億キロの範囲に及んでいることがわかった。この写真を元にフォーマルハウトbの軌道が算出され、2000年周期の楕円軌道を持ち、これまで考えられていたよりも3分の1という近い距離までフォーマルハウトに近づくとされた。また、デブリ領域に含まれる岩や氷を突き抜けて進む可能性も示唆されている。
フォーマルハウトから4 - 10 au離れた距離に、別の惑星があると仮定すると、その質量は木星質量の20倍未満でないといけない。2.5auより外側だと30木星質量以下でないといけない。
| 名称 （恒星に近い順） | 質量                         | 軌道長半径 （天文単位）      | 公転周期 (年)                | 軌道離心率                   | 軌道傾斜角 | 半径 |
| --------------------- | ---------------------------- | ---------------------------- | ---------------------------- | ---------------------------- | ---------- | ---- |
| Inner hot disk        | 0.08—0.11 au                 | 0.08—0.11 au                 | 0.08—0.11 au                 | 0.08—0.11 au                 | —          | —    |
| Outer hot disk        | 0.21 or 0.88—0.62 or 1.08 au | 0.21 or 0.88—0.62 or 1.08 au | 0.21 or 0.88—0.62 or 1.08 au | 0.21 or 0.88—0.62 or 1.08 au | —          | —    |
| 10au小惑星帯          | 8—12 au                      | 8—12 au                      | 8—12 au                      | 8—12 au                      | —          | —    |
| 小惑星帯間塵円盤      | 35—133 au                    | 35—133 au                    | 35—133 au                    | 35—133 au                    | —          | —    |
| b (Dagon)             | 0.054 - 3 MJ                 | 177 ± 68                     | ~872                         | 0.8 ± 0.1                    | ~50°       | —    |
| 塵円盤                | 133—158 au                   | 133—158 au                   | 133—158 au                   | 133—158 au                   | —          | —    |
| Main belt outer halo  | 158—209 au                   | 158—209 au                   | 158—209 au                   | 158—209 au                   | —          | —    |

### 懐疑的な見解
MMT望遠鏡やスピッツァー宇宙望遠鏡による赤外線の追観測ではフォーマルハウトbは発見されず、フォーマルハウトbの存在に対して懐疑的な見解も出されていた。惑星に見える点は、小惑星や彗星の衝突によって発生した「塵の雲」という指摘が成された。2012年には、異なる2つの研究チームが共に、フォーマルハウトbは存在しないという結論を導き出した。両チームはフォーマルハウトbは、微惑星が衝突して出来た惑星ではなく、地球質量程度の天体の破片が集合しているものとした。

2020年には、惑星と思われた光点が徐々に雲散霧消していく姿が2004年から2014年にかけてのハッブル望遠鏡の観測によって確認されたことから、「直径200キロメートル程度の小天体2つが衝突して破壊されてできた塵の雲が偶然観測されたものである」と懐疑的な見解を支持する研究結果も発表された。

## B星（みなみのうお座TW星）
B星は、A星から0.28パーセク(0.91光年)離れた位置にある、スペクトル型K4Vの恒星である。固有運動はA星とほぼ一致する。A星とも年齢が非常に近いことから連星であると主張されている。
B星はりゅう座BY型変光星として知られる閃光星で「みなみのうお座TW星」という名称もある。視等級は10.3日間で6.44等から6.49等の間で変光する。閃光星は、太陽よりもはるかに小さい赤色矮星である場合が多いが、B星はその中では比較的大きい。

## C星(LP 876-10)
C星はフォーマルハウトの第2伴星である。2013年10月、 Eric MamajekらのRECONS (REsearch Consortium On Nearby Stars)の研究チームは、以前から「LP 876-10」という名称で知られていた赤色矮星がフォーマルハウトと距離、視線速度が一致することを報告した。LP 876-10という名称は1979年にウィレム・ヤコブ・ルイテンが固有運動と視線速度の観測で、地球近傍の恒星をまとめた、NLTTカタログにおける名称である。C星はスペクトル型M4Veの赤色矮星である。太陽系からはA星・B星と約5.7度離れて見え、A星・B星とは異なり、みなみのうお座に隣接するみずがめ座に属している。A星との距離は約0.77パーセク(約2.5光年)、B星とは0.987パーセク(3.2光年)である。これはフォーマルハウト系の重力圏の限界距離である1.9パーセク(6.2光年)内に収まっている。この恒星自身が連星として「WSI 138」という名称でワシントン重星カタログに登録されているが、Mamajekらの研究では、撮像、スペクトル、位置天文学の各データからは、C星に伴星が存在することを示す兆候は見られなかった。同年12月には、ケネディらの研究チームがハーシェル宇宙望遠鏡を用いて観測を行ったところ、C星に周囲に塵円盤が存在することが確認された。連星内で、複数の恒星が塵円盤を持っていることは非常に稀である。
| 名称 （恒星に近い順） | 質量       | 軌道長半径 （天文単位） | 公転周期 (日) | 軌道離心率 | 軌道傾斜角 | 半径 |
| --------------------- | ---------- | ----------------------- | ------------- | ---------- | ---------- | ---- |
| 塵円盤                | ~10—<40 au | ~10—<40 au              | ~10—<40 au    | ~10—<40 au | —          | —    |